# زبان‌شناسی مقابله‌ای
زبان‌شناسی مقابله‌ای یا تحلیل مقابله‌ای (به انگلیسی: Contrastive analysis)، شاخه‌ ای‌ از دانش زبان‌شناسی است؛ که با در مقابل هم سنجیدن دو زبان متفاوت در پی تشخیص صفات و رویکردهای غیرهمانند آن دو برمی‌آید.